# بوگوشتیتسا
بوگوشتیتسا (به صربی: Bogoštica) یک منطقهٔ مسکونی در صربستان است که در کروپانگ واقع شده‌است.